# نهائي الدرع الخيرية 1927
نهائي الدرع الخيرية 1927 هي النسخة الرابعة عشر من الدرع الخيرية. لعبت المباراة بتاريخ 12 أكتوبر 1927 على ستامفورد بريدج، بين كارديف سيتي الفائز بكأس الاتحاد الإنجليزي 1926–27 وكورينثيانز. فاز كارديف سيتي باللقب بعد فوزه على كورينثيانز بنتيجة 2–1.

## المباراة
| كارديف سيتي      | 2–1   | كورينثيانز |
| ---------------- | ----- | ---------- |
| فيرغوسون · ديفيز | [ 1 ] | أشتون      |